# 1708 en arts plastiques
| Années des arts plastiques : 1705 - 1706 - 1707 - 1708 - 1709 - 1710 - 1711    |
| Décennies des arts plastiques : 1670 - 1680 - 1690 - 1700 - 1710 - 1720 - 1730 |

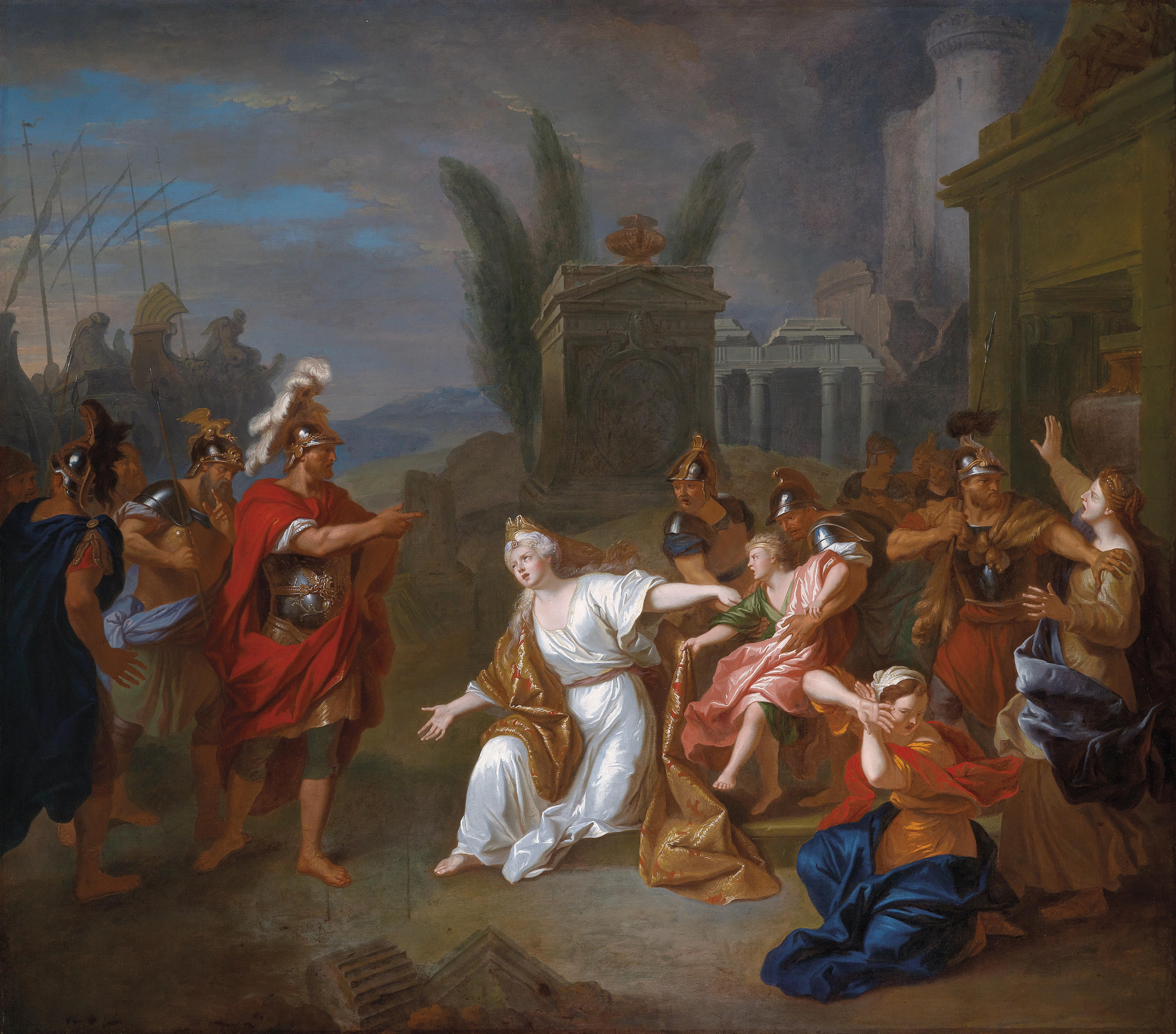
Ulysse arrachant Astyanax des bras d'Andromaque, toile de Louis de Silvestre.

Cette page concerne l'année 1708 en arts plastiques.

## Naissances
- 23 janvier : Luigi Crespi, peintre italien († 3 juillet 1779),
- 25 janvier : Pompeo Batoni, peintre italien  († 1787),
- 10 février : Donat Nonnotte, peintre français spécialiste des portraits († 5 février 1785),
- 8 novembre : François van Loo, peintre français († 1732).
- ? :
  - Andrea Barbiani, peintre italien († 1779),
  - Lorens Gottman, peintre suédois († 16 février 1779),
  - Giovanni Michele Graneri, peintre italien († 1762),
  - Qian Zai, peintre de fleurs chinois († 1793),
- Vers 1708 :
  - Giuseppe Menabuoni, graveur et peintre italien († après 1745).

## Décès
- 6 février : Elias van den Broeck, peintre de natures mortes néerlandais  (° vers 1652),
- 16 février :  Simone del Tintore, peintre baroque italien (° 7 mai 1630),
- 8 avril : Abraham Storck, peintre de marine néerlandais (° 17 avril 1644),
- 19 avril : Angiola Teresa Moratori Scanabecchi, compositrice et peintre italienne (° 1662),
- 20 mai : Giovanni Ventura Borghesi, peintre baroque italien de l'école romaine (° 1640),
- 22 octobre : Cesare Pronti, peintre baroque italien (° 30 novembre 1626),
- 17 novembre : Ludolf Bakhuizen, peintre de marine néerlandais (° 28 décembre 1630),
- 20 décembre : Willem van Bemmel, peintre néerlandais (° 10 juin 1630),
- ? :
  - Edwaert Collier, peintre néerlandais (° 26 janvier 1642),
  - Johann Oswald Harms, peintre baroque, graveur et scénographe allemand (° 23 avril 1643),
  - Shitao, peintre chinois (° 1642),
  - Orazio Talami, peintre baroque italien (° 1624),
  - Zou Zhe, peintre chinois (° 1636).